# Penny of Top Hill Trail
Penny of Top Hill Trail er en amerikansk stumfilm fra 1921 af Arthur Berthelet.

## Medvirkende
- Bessie Love som Penny
- Wheeler Oakman som Kurt Walters
- Raymond Cannon som Jo Gary
- Harry De Vere som Louis Kingdon
- Lizette Thorne som Mrs. Kingdon
- Gloria Holt som Betty Kingdon
- George Stone som Francis Kingdon
- Herbert Hertier som Hebier